# Durango (thành phố)
Durango là một thành phố thủ phủ bang Durango, México. Thành phố có tổng diện tích km2. Theo điều tra dân số năm 2010 của Cục Điều tra dân số của Viện Quốc gia về Thống kê và Địa lý (Instituto Nacional de Estadística y Geografía) là 582.267 người. Đây là thành phố đông dân thứ 32 của México.

## Khí hậu
| Dữ liệu khí hậu của Victoria de Durango (1951–2010)        | Dữ liệu khí hậu của Victoria de Durango (1951–2010) | Dữ liệu khí hậu của Victoria de Durango (1951–2010) | Dữ liệu khí hậu của Victoria de Durango (1951–2010) | Dữ liệu khí hậu của Victoria de Durango (1951–2010) | Dữ liệu khí hậu của Victoria de Durango (1951–2010) | Dữ liệu khí hậu của Victoria de Durango (1951–2010) | Dữ liệu khí hậu của Victoria de Durango (1951–2010) | Dữ liệu khí hậu của Victoria de Durango (1951–2010) | Dữ liệu khí hậu của Victoria de Durango (1951–2010) | Dữ liệu khí hậu của Victoria de Durango (1951–2010) | Dữ liệu khí hậu của Victoria de Durango (1951–2010) | Dữ liệu khí hậu của Victoria de Durango (1951–2010) | Dữ liệu khí hậu của Victoria de Durango (1951–2010) |
| Tháng                                                      | 1                                                   | 2                                                   | 3                                                   | 4                                                   | 5                                                   | 6                                                   | 7                                                   | 8                                                   | 9                                                   | 10                                                  | 11                                                  | 12                                                  | Năm                                                 |
| ---------------------------------------------------------- | --------------------------------------------------- | --------------------------------------------------- | --------------------------------------------------- | --------------------------------------------------- | --------------------------------------------------- | --------------------------------------------------- | --------------------------------------------------- | --------------------------------------------------- | --------------------------------------------------- | --------------------------------------------------- | --------------------------------------------------- | --------------------------------------------------- | --------------------------------------------------- |
| Cao kỉ lục °C (°F)                                         | 32.0 (89.6)                                         | 32.0 (89.6)                                         | 36.0 (96.8)                                         | 36.0 (96.8)                                         | 39.5 (103.1)                                        | 38.0 (100.4)                                        | 34.0 (93.2)                                         | 36.8 (98.2)                                         | 37.0 (98.6)                                         | 34.0 (93.2)                                         | 35.0 (95.0)                                         | 32.0 (89.6)                                         | 39.5 (103.1)                                        |
| Trung bình ngày tối đa °C (°F)                             | 20.5 (68.9)                                         | 22.1 (71.8)                                         | 24.5 (76.1)                                         | 27.2 (81.0)                                         | 30.0 (86.0)                                         | 30.4 (86.7)                                         | 28.0 (82.4)                                         | 27.6 (81.7)                                         | 26.7 (80.1)                                         | 25.6 (78.1)                                         | 23.0 (73.4)                                         | 20.5 (68.9)                                         | 25.5 (77.9)                                         |
| Trung bình ngày °C (°F)                                    | 10.9 (51.6)                                         | 12.2 (54.0)                                         | 14.9 (58.8)                                         | 17.7 (63.9)                                         | 20.6 (69.1)                                         | 22.2 (72.0)                                         | 21.0 (69.8)                                         | 20.7 (69.3)                                         | 19.4 (66.9)                                         | 17.4 (63.3)                                         | 14.0 (57.2)                                         | 11.3 (52.3)                                         | 16.9 (62.4)                                         |
| Tối thiểu trung bình ngày °C (°F)                          | 1.3 (34.3)                                          | 2.4 (36.3)                                          | 5.3 (41.5)                                          | 8.2 (46.8)                                          | 11.1 (52.0)                                         | 14.0 (57.2)                                         | 14.0 (57.2)                                         | 13.7 (56.7)                                         | 12.2 (54.0)                                         | 9.1 (48.4)                                          | 5.0 (41.0)                                          | 2.1 (35.8)                                          | 8.2 (46.8)                                          |
| Thấp kỉ lục °C (°F)                                        | −12.0 (10.4)                                        | −12.0 (10.4)                                        | −9.5 (14.9)                                         | −6.0 (21.2)                                         | 1.4 (34.5)                                          | 3.5 (38.3)                                          | 1.3 (34.3)                                          | 7.0 (44.6)                                          | 2.0 (35.6)                                          | 0.0 (32.0)                                          | −6.0 (21.2)                                         | −10.0 (14.0)                                        | −12.0 (10.4)                                        |
| Lượng Giáng thủy trung bình mm (inches)                    | 11.3 (0.44)                                         | 7.6 (0.30)                                          | 3.8 (0.15)                                          | 6.2 (0.24)                                          | 12.8 (0.50)                                         | 69.3 (2.73)                                         | 121.6 (4.79)                                        | 140.2 (5.52)                                        | 80.7 (3.18)                                         | 51.9 (2.04)                                         | 13.6 (0.54)                                         | 10.0 (0.39)                                         | 529.0 (20.83)                                       |
| Số ngày giáng thủy trung bình (≥ 0.1 mm)                   | 1.5                                                 | 0.8                                                 | 0.5                                                 | 1.0                                                 | 1.8                                                 | 8.0                                                 | 14.7                                                | 14.1                                                | 8.4                                                 | 4.7                                                 | 1.6                                                 | 1.8                                                 | 58.9                                                |
| Độ ẩm tương đối trung bình (%)                             | 64                                                  | 60                                                  | 55                                                  | 53                                                  | 55                                                  | 64                                                  | 72                                                  | 73                                                  | 71                                                  | 66                                                  | 64                                                  | 66                                                  | 64                                                  |
| Số giờ nắng trung bình tháng                               | 213                                                 | 234                                                 | 264                                                 | 258                                                 | 288                                                 | 241                                                 | 216                                                 | 216                                                 | 204                                                 | 246                                                 | 257                                                 | 219                                                 | 2.856                                               |
| Nguồn 1: Servicio Meteorológico Nacional (độ ẩm 1981–2000) |                                                     |                                                     |                                                     |                                                     |                                                     |                                                     |                                                     |                                                     |                                                     |                                                     |                                                     |                                                     |                                                     |
| Nguồn 2: Deutscher Wetterdienst (nắng, 1961–1990)          |                                                     |                                                     |                                                     |                                                     |                                                     |                                                     |                                                     |                                                     |                                                     |                                                     |                                                     |                                                     |                                                     |